# The Execution of Mary Stuart
The Execution of Mary Stuart ('De terechtstelling van Mary Stuart') is een Amerikaanse korte, stomme film, geproduceerd door de Edison Studios en geregisseerd door William Heise. De film kwam uit in 1895 en gaat over de onthoofding van Maria I van Schotland. Men beweert dat sommige kijkers geloofden dat zij naar een echte executie hadden gekeken. Dit was niet het geval. Robert Thomae (die Mary speelde), werd eerder vervangen door een misleidende look-a-likepop.
Het is waarschijnlijk de eerste historische film uit de geschiedenis. Waarschijnlijk is het ook de eerste film die gebruik maakte van opgeleide acteurs.